# Rowan Arthur Bayfield Freeland
Rowan Arthur Bayfield Freeland, britanski general, * 1895, † 1970.